# Bâtiment des archives centrales de la sécurité sociale tchèque

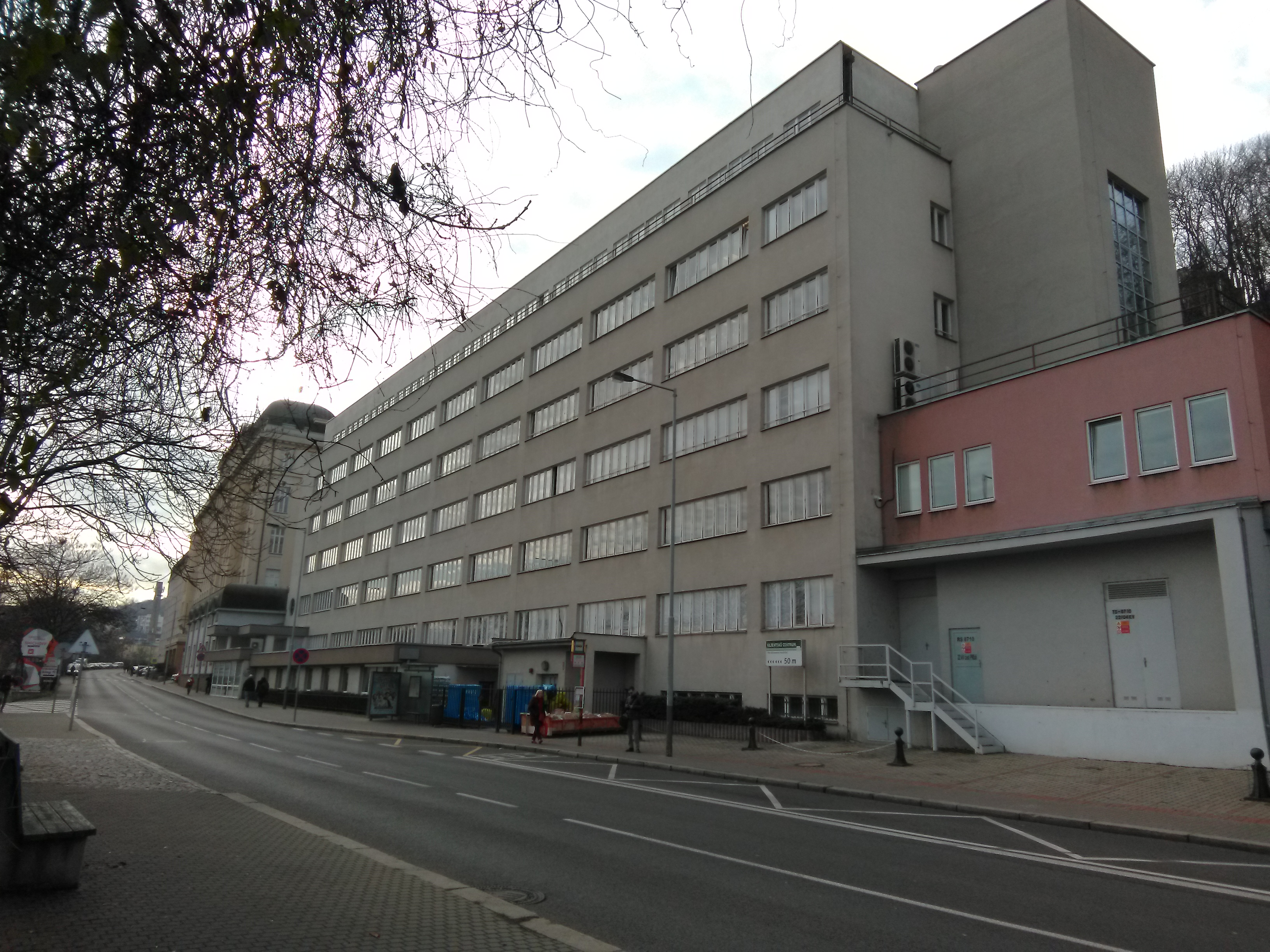
Praha 5-Smíchov, Křížová 2383/27, vue extérieure du bâtiment des archives centrales de la sécurité sociale tchèque en 2019

Le bâtiment des archives centrales de la sécurité sociale tchèque, (situé à Praha 5-Smíchov, Křížová 2383/27) est le lieu de conservation et de centralisation du fonds d'archives des 130 millions de documents constituant les données des prestations sociales, pensions et retraites des travailleurs de Tchécoslovaquie puis de République tchèque de 1937 à 2002.
Ce bâtiment est connu pour sa configuration unique de classement composée d’enfilades de classeurs à fiches sur une très grande hauteur et une très grande longueur, accessible par des nacelles déplacées par des bras mécaniques. Les images de cette installation,,, font immanquablement penser à la représentation que l’on peut se faire d’une administration kafkaïenne, mais dans les faits cette installation est longtemps restée unique, et l’une des plus grandes et efficaces au monde : dans les années 1930 elle a permis de diviser par 10 le personnel nécessaire pour la gestion des fichiers.
Cette installation a fonctionné jusqu’en 2002 et a été classée au patrimoine culturel Tchèque en 2004. Les documents ont été numérisés mais l’ensemble est conservé en état et fonctionnel, en qualité de sauvegarde et de patrimoine.

## Histoire du système de classement
La République tchécoslovaque achète en 1926 un bâtiment de 10 étages, ancien siège de la Société d'ingénierie par actions de Prague, situé à Praha 1292-Smíchov. Le bâtiment date de 1912 et a été conçu par Adolf Foehr (cs) (1880 - 1943). La conception des fichiers de classement à nacelles électriques est l'œuvre de Ferdinand Ludwig. La structure est réalisée par la Société minière et métallurgique (cs) de Vítkovice  et les rayonnages et tiroirs sont fabriqués par l’Atelier d'usinage de l'ingénieur Otakar Podhájský (cs), dont l'entreprise fut la première à partir de 1924 à produire des rayonnages, bibliothèques et tiroirs à fichiers en tôle en Tchécoslovaquie. En 1930 elle est d'abord installée dans ce bâtiment, dans un hall éclairé par le haut. L'ensemble est constitué de 2 murs continus de classeurs, de part et d'autre du hall, structurés en huit blocs de 340 tiroirs desservis par 4 nacelles par mur.
Un nouveau bâtiment conçu par les architectes František Albert Libra (cs) (1891 - 1958 ) et Jiří Kan (1895 - 1944) est construit sur le terrain adjacent de 1935 et 1936 et la structure est reconfigurée pour augmenter considérablement sa capacité de stockage, qui passe de 2720 à 9000 tiroirs. Cette fois-ci les 2 murs de fichiers sont opposés et tournés vers les façades et éclairés par les fenêtres et ils sont désormais desservis par 16 nacelles électriques (8 par mur).
L’ensemble du système de classement a fonctionné jusqu’en 2022. Il est classé monument culturel depuis les 11 février 2004 par la République tchèque et il est toujours opérationnel.

## Organisation de l'espace d'archivage du bâtiment
Le bâtiment est le lieu de conservation de 130 millions de documents. Il est organisé sur un plan rectangulaire de 5 étages surmontés d’un sixième étage en retrait. Sa façade est lisse et ponctuée de fenêtres en bandeaux, organisées en bandes horizontales et composées de vitrages à montant verticaux. Au-dessus du RDC, hors-sol, les deux premiers étages sont occupés par les classeurs de fichiers. Les étages supérieurs sont occupés par des bureaux.
Les classeurs sont répartis en deux murs de 9 blocs dos à dos, séparés par un couloir à l’arrière des rayonnages. Ces 18 blocs comportent chacun 500 tiroirs, pour un total de 9000 tiroirs. Les tiroirs mesurent 3 m de longueur, et l’ensemble des tiroirs mis bout à bout représenterait 27 km de stockage linéaire.
L’ensemble est disposé sur une longueur de 52 mètres, 8 mètres de hauteur et 7 mètres de profondeur entre les deux murs et 16 nacelles équipées de bureaux de travail desservent tous les classeurs en se déplaçant verticalement et latéralement à l'aide de colonnes mobiles sur rails. Ces nacelles sont conçues pour permettre de consulter précisément les 3 mètres linéaires de documents contenus dans chacun des tiroirs.
Les installations sont restées inchangées depuis l’origine excepté l’ajout d’échelles dans les années 1970 pour permettre aux opérateurs de s’extraire des nacelles en cas de coupure d’électricité : d’anciens employés décrivent la difficulté et la dangerosité pour descendre auparavant de leurs “perchoirs” lors des pannes le soir, dans le noir.

## Culture
Le film Rukavička (cs) de Jan Alfréd Holman (cs) comprend des scènes tournées dans ce bâtiment.